# حروش الرمل (أولاد مومن)
حروش الرمل هو دُوَّار يقع بجماعة أولاد سي بوحيى، إقليم سيدي بنور، جهة الدار البيضاء سطات في المملكة المغربية. ينتمي الدوّار لمشيخة أولاد مومن التي تضم 16 دوار. يقدر عدد سكانه بـ 574 نسمة حسب الإحصاء الرسمي للسكان والسكنى لسنة 2004.

## روابط خارجية
- البوابة الوطنية للجماعات الترابية نسخة محفوظة 12 مارس 2018 على موقع واي باك مشين.
- المندوبية السامية للتخطيط